# Singaperumalkoil
Singaperumalkoil là một thị trấn thống kê (census town) của quận Kancheepuram thuộc bang Tamil Nadu, Ấn Độ.

## Nhân khẩu
Theo điều tra dân số năm 2001 của Ấn Độ, Singaperumalkoil có dân số 8057 người. Phái nam chiếm 51% tổng số dân và phái nữ chiếm 49%. Singaperumalkoil có tỷ lệ 74% biết đọc biết viết, cao hơn tỷ lệ trung bình toàn quốc là 59,5%: tỷ lệ cho phái nam là 80%, và tỷ lệ cho phái nữ là 66%. Tại Singaperumalkoil, 11% dân số nhỏ hơn 6 tuổi.